# SS Utopia

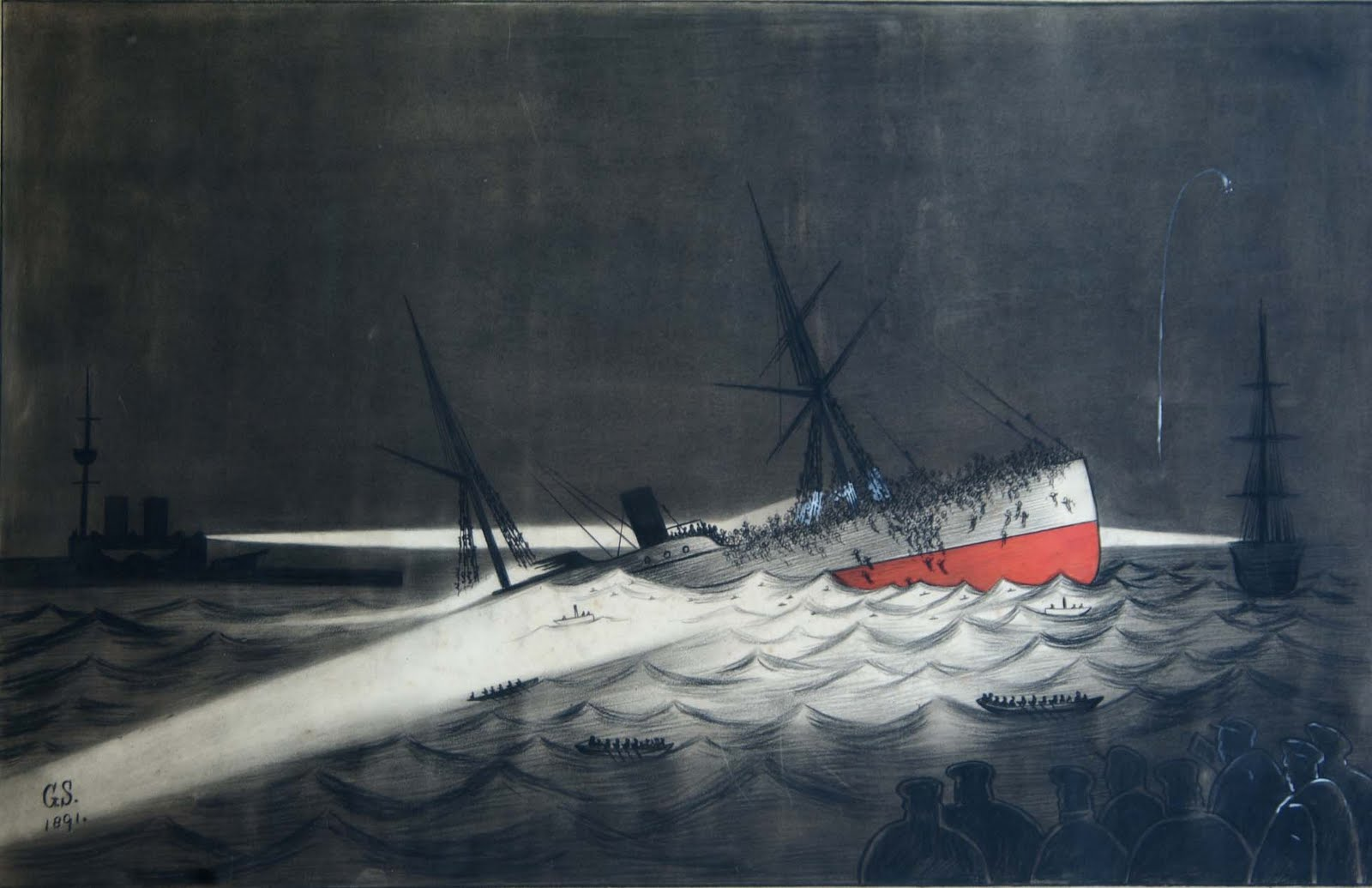
Zkáza Utopie

SS Utopia byl transatlantický osobní parník, který na objednávku skotské společnosti Anchor Line (1885–1980) postavila v roce 1874 loděnice Robert Duncan & Co. Do roku 1882 zajišťoval pro společnost spojení mezi Velkou Británií a Severní Amerikou a mezi Británií a Indií, poté se jeho hlavní úlohou stala doprava italských imigrantů do Severní Ameriky. 
17. března 1891 se Utopia na cestě z Terstu do New Yorku při zastávce v Gibraltaru v Gibraltarské zátoce srazila s ukotvenou bitevní lodí HMS Anson a během dvaceti minut se potopila. Špatné počasí, tmavá noc a zničení většiny záchranných člunů Utopie při prudkém náklonu lodi komplikovaly záchranné práce, takže ve výsledku zahynulo 562 z 880 osob na palubě Utopie plus dva záchranáři z obrněného křižníku HMS Immortalité (třída Orlando).
Britský soud určil za příčinu neštěstí dvojnásobné hrubé selhání kapitána Utopie. Kapitán McKeague se podle soudu zachoval hrubě nezodpovědně, když vplul v tmavé noci příliš rychle do na noc uzavřeného přístavu a automaticky zamířil na své obvyklé kotviště, aniž by měl ověřeno, že je volné. A následně se dopustil další hrubé chyby, když po zpozorování bitevní lodi Anson špatně odhadl vzdálenost a pokusil se prosmýknout kolem její přídě, čímž svou loď rozpáral o její kloun. Obhajoba kapitána, že byl při pokusu o úhybný manévr oslněn světlomety bitevní lodi, neudělala na soudce valný dojem.